# Staw magazynowy
Staw magazynowy, magazyn – staw rybny przeznaczony do przetrzymywania ryb towarowych w czasie między ich   pozyskaniem (odłowieniem) a dostarczeniem do handlu. Stawy te mają niedużą pojemność (co pozwala na łatwe wybranie z nich ryb). Przez stawy te przepuszcza się duże ilości czystej, zasobnej w tlen wody. Ryby przetrzymywane w magazynach zmniejszają swój ciężar, ale też pozbywają się mulistego zapachu.